# Sphecodes croaticus
Sphecodes croaticus är en biart som beskrevs av Meyer 1922. Sphecodes croaticus ingår i släktet blodbin, och familjen vägbin. Inga underarter finns listade i Catalogue of Life.